# オーヴィル・ロスロップ・フリーマン
オーヴィル・ロスロップ・フリーマン（英語：Orville Lothrop Freeman、1918年5月19日 - 2003年2月20日）は、アメリカ合衆国の政治家。第29代ミネソタ州知事、ジョン・F・ケネディ、リンドン・ジョンソン政権で第16代農務長官を務めた。

## 生い立ちと初期の経歴
1918年5月19日にミネソタ州ミネアポリスで誕生した。フリーマンはミネアポリス市内の公立学校で教育を受け、1940年にミネソタ大学で学士号を取得した。フリーマンは在学中にヒューバート・ハンフリーと知り合い、生涯を通した友好関係を築いた。第二次世界大戦中の1941年から1945年まで、フリーマンは海兵隊に所属して機動長を務めた。主に南太平洋での活動に参加し、最終的に少佐まで昇格した。
1946年にミネソタ大学ロースクールで法学士号を取得した。フリーマンは1947年にミネソタ州で弁護士として認可を受けた。フリーマンは1947年から1955年まで法律事務所ラーソン・レヴィンガー・リンドキスト・アンド・フリーマンに共同経営者として参加した。フリーマンは特に市政に関わる問題を扱った。

## 政治への関与
1945年から1949年まで、ミネアポリス市長ヒューバート・ハンフリーの下で行政補佐官を務めた。フリーマンは退役軍人に関する事案を主に担当した。1948年にハンフリーが連邦上院議員に立候補した際には、ハンフリーの選挙対策委員長を務めた。
フリーマンは1944年にミネソタ民主農民労働党の創設に関与し、1946年から1948年まで党書記、1948年から1950年まで党委員長を務めた。1950年、フリーマンはミネソタ民主農民労働党の公認候補としてミネソタ州検事総長に立候補したが、敗北した。フリーマンは1952年にもミネソタ民主農民労働党の公認候補としてミネソタ州知事に立候補したが、同じく敗北した。フリーマンはヒューバート・ハンフリーと提携して、ミネソタ民主農民労働党を政治的に強固な組織へと作り上げていった。1954年にはミネソタ州の共和党支配を打ち崩すまでに至った。

## ミネソタ州知事
1954年、フリーマンは進歩主義者としての評判を獲得し、ミネソタ州知事に選出された。フリーマンは以降1961年までミネソタ州知事を3期6年務めた。

## アメリカ合衆国農務長官
1960年にヒューバート・ハンフリーが大統領選挙への出馬を表明すると、フリーマンはハンフリーを支持した。その後ハンフリーが民主党の予備選挙から撤退すると、フリーマンはジョン・F・ケネディの支持に回った。フリーマンはミネソタ州の票獲得に尽力し、民主党全国大会ではケネディから指名スピーチを依頼された。
そしてケネディが本選挙で勝利を収めると、ケネディはフリーマンを農務長官に指名することで報いた。フリーマンは農務長官として効果的に働き、農務省の権限拡張を行った。フリーマンは1969年1月まで農務長官を務めた。
フリーマンが農務長官に着任した当時、アメリカは農業技術の革新に伴う慢性的な供給過多に悩まされていた。ケネディ政権は耕地面積を削減し、かつ市場に供給される作物量を制御することが重要であると考えた。そのためフリーマンは、まず飼料用穀物の削減計画を作成し、生産量の制限を行った。フリーマンはまた、農業貿易開発援助法の拡張や、ロシアとの小麦取引といった方策を立案した。これらの政策により、アメリカの余剰農産物は海外へ分配され、国内農家の所得は増加した。

## 晩年
フリーマンは農務長官退任と同時に、ワシントンD.C.のソフトウェア企業E.D.P.テクノロジー・インターナショナルの社長に就任した。フリーマンは1970年にニューヨークの広告企業ビジネス・インターナショナル・コーポレーションに移り、1981年まで社長兼最高経営責任者を務めた。
2003年2月20日、フリーマンはアルツハイマー型認知症に伴う合併症により、ミネソタ州ミネアポリスにおいて死去した。フリーマンの遺体はミネアポリス市内のレイクウッド墓地に埋葬された。

## 家族
1942年5月2日にジェイン・C・シールズ（Jane C. Shields、1942 - ）と結婚した。フリーマンはジェインとの間に、以下の子供をもうけた。
1. コンスタンス・ジェイン・フリーマン (Constance Jane Freeman, 1943-)
2. マイケル・O・フリーマン (Michael O. Freeman, 1948-)